# 슬랙웨어
슬랙웨어(영어: Slackware)는 패트릭 볼커딩이 개발한 컴퓨터 운영 체제이다.

## 운영 체제 정보
- 라이브 모드: 아니오
- 필요한 CD 수: 1장 이상(CD판의 경우)
- 필요한 DVD 수: 1장 이상(DVD판의 경우)
- 유넷부트인을 통한 USB 디스크 작성 가능: 아니오
- 설치 인터페이스: 커맨드 라인, ncurses
- 기본 부트로더: 설치시 선택 가능(LILO)
- GCC: 설치시 선택 가능
- glibc 개발용 패키지: 설치시 선택 가능
- make: 설치시 선택 가능
- X 윈도 시스템: 설치시 선택 가능
- 기본 GUI: 설치시 선택 가능(KDE, Xfce)